# Solenodon paradoxus

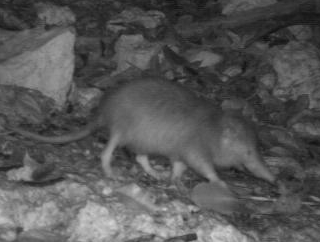
Solenodonte en el parque nacional Jaragua, República Dominicana y Haití.

El almiquí dominicano o solenodonte dominicano (Solenodon paradoxus), es un mamífero placentario de la familia de los solenodóntidos. Es endémico de la República Dominicana. Es una especie pancrónica ya que evolucionó hace aproximadamente 60 millones de años. Sus parientes más cercanos son los topos y las musarañas. 
La única otra especie de su género habita en la isla de cuba Solenodon cubanus, donde es comúnmente conocido como almiquí. Junto a la jutía (Plagiodontia aedium), es el único sobreviviente de una fauna diversa de mamíferos terrestres que existía en La Española en tiempos históricos.  
Desde su descripción científica en 1833, el solenodonte de La Española ha sido considerado raro y altamente amenazado; incluso en varias épocas se ha creído extinto. Sin embargo, las investigaciones del biólogo dominicano J. A. Ottenwalder en los años ochenta y noventa, llegaron a la conclusión de que este almiquí todavía tiene una distribución amplia en la República Dominicana, pero que sus poblaciones existentes son muy fragmentadas y de números bajos.  Actualmente, es posible encontrarlo en áreas protegidas tales como el parque nacional Jaragua, el parque nacional Sierra de Bahoruco, la Reserva Científica Loma Quita Espuela, el parque nacional Los Haitises. En 2008, Tuvey y colaboradores confirmaron su presencia en la región de Duchity, en Haití.

## Descripción
Su cuerpo tiene una longitud de unos 30 centímetros y 15-25 centímetros de cola. Llegan a alcanzar 1 kg de peso. Es de color castaño rojizo con variaciones hasta el castaño pardo. Tanto la cola como las extremidades están desnudas. Su cabeza se caracteriza por un largo hocico a modo de pequeña trompa. Los ojos son pequeños. Es uno de los mamíferos más grandes capaz de generar veneno.   

## Ecología
Tiene hábitos nocturnos y se mueve a gran velocidad, por lo que es difícil de ver.
Son una especie social donde rara vez ocurre competencia intraespecífica, de hecho suelen convivir en grandes grupos familiares y compartir guaridas. 
Su alimentación es muy variada. Se compone tanto de invertebrados como de vertebrados de distintos órdenes (Squamata, Galliformes, Apodiformes y Anura). No obstante, el hábitat de estos animales ha sufrido un gran impacto antropogénico debido a las ciudades y terrenos agrícolas. La dieta observada puede deberse a la adaptación nutricional de estos animales en función de las presas de las que disponen actualmente.
La llegada de los colonizadores supuso una extinción masiva de vertebrados y la introducción de depredadores como perros y gatos, para los cuales no tiene grandes métodos de defensa. De hecho, no se conoce ningún otro mamífero terrestre que les deprede. Típicamente sirven de alimento para búhos y aves de rapiña.

## Toxicidad

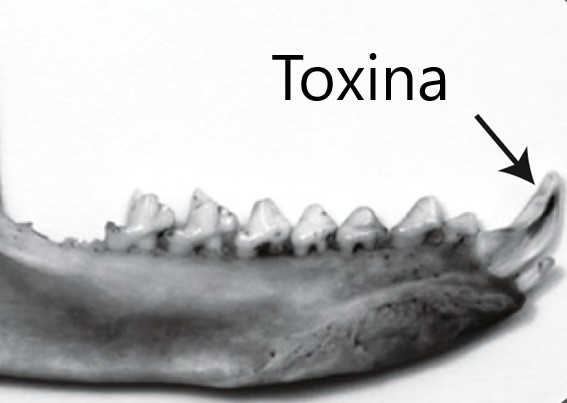
Incisivos inferiores de Solenodon paradoxus

El veneno es generado en las glándulas salivales submaxilares por estos animales y es introducido en sus presas mediante una herida causada por una estructura especializada, sus elaborados incisivos inferiores. 
Las toxinas que introducen se componen principalmente de KLK1 (calicreína 1), y generan un efecto depresor transitorio de la presión arterial (hipotensión) de su presa. Esto provoca que las extremidades y el cerebro de su presa no reciban suficiente sangre y se desmaye. No obstante, este efecto solo se ha podido observar en vertebrados, por lo que habría surgido a lo largo de la evolución para dominar y someter presas que serían antes más abundantes y se han vuelto casuales en su dieta. 
El estudio de los venenos tiene un elevado interés en medicina tanto para la comprensión de procesos fisiológicos como su posible aplicación en farmacia.  
Estas toxinas no suponen ningún problema para el ser humano. 

### Historia evolutiva
El empleo de veneno es algo atípico dentro de los mamíferos, de hecho es una característica muy poco estudiada. Podemos encontrar esta cualidad en 4 órdenes distintos: Monotremata, Chiroptera, Primates y  Eulipotyphla. El S.paradoxus pertenece a este último, y es aquí donde encontramos a la mayoría de representantes. Además de los solenodontes encontramos a las musarañas, y más alejados evolutivamente, a topos y erizos. Estos últimos no conservan veneno actualmente pero sus antepasados recientes sí pudieron disponer de ello. 
Dicha característica tan peculiar ha permitido elaborar árboles filogenéticos y determinar la evolución de estos animales. No se sabe con seguridad porqué el veneno habría surgido en tantas ocasiones en estos grupos. De hecho, se ha visto que apareció de forma independiente en cada uno de ellos, y se desarrolló de la misma forma por convergencia evolutiva.
La hipótesis más plausible es que optaran por la misma estrategia evolutiva a causa de sus elevadas tasas metabólicas. Debido a esto necesitan alimentarse continuamente, y el veneno habría sido una herramienta muy útil que facilitaría su estilo de vida. No obstante, el hecho de que a nivel molecular sean compuestos similares hace pensar que hay algún tipo de restricción evolutiva que impide una gran variación en la composición de las toxinas. De hecho los venenos hipotensivos son poco comunes en el reino animal en comparación a otros tipos, aunque no exclusivos.
Se ha visto que la KLK1 es un componente abundante en las glándulas salivales de muchos tetrápodos, por lo que habría servido de sustrato inicial a partir del cual se habrían ido seleccionando y diversificando los distintos venenos.

### Genómica
Las KLK1 son un tipo de proteasas serinas que activan el plasminógeno. Se han determinado 4 orígenes independientes para el veneno de los Eulipotyphla. 
En el caso de los solenodontes, los genes que codifican para KLK1 han surgido por duplicación específica de su linaje. Constituyen así un conjunto de genes en tándem con más de una copia, que además son parálogos. Adicionalmente están intercalados con distintos tipos de pseudogenes. En topos y musarañas la composición génica es parecida pero la orientación cambia totalmente.
Además, las toxinas habrían sufrido un proceso de selección negativa o purificadora, eliminando aquellos alelos no ventajosos para los individuos. 
Por todo esto se considera que estos animales han tenido historias evolutivas independientes que curiosamente han dado lugar a distintos fenotipos venenosos con funciones similares. Es un gran ejemplo de evolución molecular convergente. 

## Subespecies
Se conocen dos subespecies del solenodonte de La Española
- Solenodon paradoxus paradoxus
- Solenodon paradoxus woodi

La determinación de estas subespecies que habitan en distintas partes de la isla, se basan en diferencias de las medidas del cráneo, mandíbula y extremidades.  La existencia de esas subespecies se atribuye a que la isla se formó por la fusión de dos antiguas islas (paleoislas) donde habían evolucionado especies de flora y fauna distintas. Para la paleoisla norte, que es la parte ubicada al norte del Valle de Neiba, la subespecie correspondiente es Solenodon paradoxus paradoxus; para la paleoisla sur, al sur del Valle de Neiba, es la subespecie Solenodon paradoxus woodi. Esto indica que la Reserva de la Biosfera constituye una figura de protección clave para la última subespecie. 
Unas investigaciones secuenciaron los genomas completos de seis individuos y estiman que los solenodontes se separaron de otros mamíferos hace 73.6 millones de años (Cretácico Superior). Al observar la variación genética entre los individuos capturados del Norte y del Sur, los investigadores pudieron inferir la demografía de la población, que respaldaba una posible subespecie dividida dentro del solenodon de La Española hace al menos 300 mil años.

## Amenazas
Hoy en día la disminución, fragmentación y deterioro de la calidad de su hábitat debido al avance de la frontera agropecuaria y la tala de árboles para leña o carbón. 
Además de su valor biológico como especie, y debido a su peculiar historia evolutiva, la conservación de estos animales es prioritaria.